# Deutsche Schule Sharjah
Die Deutsche Internationale Schule Sharjah (DIS Sharjah) ist eine  Privatschule in Schardscha. Träger ist der Schulverein "Deutsche Schule Sharjah", dem die Eltern der Schüler und Kindergartenkinder angehören.
Die Schule bietet den deutschen Lehrplan im Emirat Schardscha an.
Für den Besuch der Schule ist eine Einschreibegebühr sowie ein Schulgeld zu entrichten. Der Unterricht erfolgt in deutscher Sprache.
Die Schule wird durch die Bundesrepublik Deutschland (Zentralstelle für das Auslandsschulwesen in Köln) personell und finanziell gefördert.

## Geschichte
Der Herrscher von Sharjah, Scheich Sultan III. al-Qasimi schenkte der Deutschen Schule Sharjah das Grundstück, auf dem die Schule steht. 1977 wurde die Schule mit 31 Schülern in 8 Klassen eröffnet und 1993 um einen Kindergarten erweitert. 2010/2011 besuchten ca. 100 Schüler und 30 Kindergartenkinder die Einrichtung.
2010 erhielt die Deutsche Internationale Schule Sharjah das Gütesiegel "Exzellente Deutsche Auslandsschule".

## Schulabschlüsse
Die Schüler können folgende Schulabschlüsse erwerben:
- Hauptschulabschluss nach Klasse 9
- Realschulabschluss nach Klasse 10
- IB Abschluss nach Klasse 12
- Berechtigung zum Übergang in die gymnasiale Oberstufe nach Klasse 10

Die Zeugnisse sind den Zeugnissen jeder staatlichen Schule in Deutschland gleichgestellt, da die DIS Sharjah eine von der Kultusministerkonferenz in Deutschland anerkannte deutsche Auslandsschule ist. 